# 卡瑙里
卡瑙里（Khanauri），是印度旁遮普邦Sangrur县的一个城镇。总人口10977（2001年）。

## 人口
该地2001年总人口10977人，其中男性5806人，女性5171人；0—6岁人口1804人，其中男1003人，女801人；识字率54.66%，其中男性为60.85%，女性为47.71%。
這個鬱鬱蔥蔥的漂亮小鎮一直因為流經的河流而興旺，像Bhakhra, Ghaggar等等。在這個城市有三座廟宇：Shri Mahavir Mandir，Shri Naina Devi Mandir 與 temple of Lord Shiva ，還有正在建造的Gurdwaras Sahib，一直以來都被證實是值得一覽的。